# Gnawa Diffusion
Gnawa Diffusion (en árabe: غناوا الانتشار‎)‎; es un grupo musical argelino, de estilo gnawa. Es una banda establecida el 27 de junio de 1992, en Grenoble, Francia.
El cantante principal del grupo, amazig (que literalmente significa "Hombre libre" en idioma tuareg tamashek), es el hijo del escritor argelino y poeta Kateb Yacine. Aunque existe una fuerte influencia Gnawa, la banda se destaca por su mezcla de raíces musicales reggae y roots. Gnawa Diffusion es muy popular en Argelia y también es muy conocida en muchos otros países, incluidos Marruecos, Túnez y Francia. Las letras de la banda están en árabe argelino, idioma tuareg tamashek, francés, e inglés. Gnawa Diffusion comenzó su carrera en 1993, con el lanzamiento del álbum "Légitime différence".
Las letras del cantante principal a menudo son controvertidas. Los temas van desde discusiones sobre la pobreza en Argelia o corrupción en el gobierno hasta denuncias de acciones militares globales e imperialismo percibido. Sin embargo, a pesar de una fuerte dirección política, esta banda también tiene números que se centran en la autodeterminación y la mejora.

## Miembros de la banda
- Amazigh Kateb - vocal y gimbri.
- Mohamed Abdennour - mandolina argelina, banjo, qraqeb, coros.
- Pierre Bonnet - bajo.
- Philippe Bonnet - batería.
- Salah Meguiba - teclado, percusión oriental, coros.
- Pierre Feugier - guitarra, coros, qraqeb.
- Abdel Aziz Maysour
- Amar Chaoui - percusión, coros.
- Zaid Boukhanfra 2ª batería.
- Habib Nemri – ingeniero de sonido, composición.

## Discografía
- 2012: Shock El Hal
- 2007: Fucking Cowboys (D'JAMAZ Production)
- 2003: Souk System (Warner)
- 2002: DZ Live (Next Musique)
- 1999: Bab el Oued - Kingston (Musisoft)[5]
- 1997: Algeria (Mélodie)
- 1993: Légitime différence

## Influencias
Entre ellos, está el álbum Tiwiza rock bereber, en cuyas canciones de fusión, como Amazigh, se aprecia la influencia del grupo Gnawa Diffusion en ciertas piezas.

## Citas
- Amazigh Kateb, el líder del grupo ha dicho:

A la edad de nueve años, durante un viaje a Timimoune, en el sur de Argelia, descubrí la africanidad del Magreb, sin entender realmente su contenido, pero entendiendo una cosa: es que Argelia es no blanco. Mis primeros escritos, poemas infantiles, datan de esta época. Y fue solo alrededor de los 15 años, cuando aterricé en Francia, que descubrí los  Gnawas, los Aissaouas, y que estaba interesado en las particularidades, en Argelia, a la historia del Magreb y a la de la esclavitud. Por otra parte, Gnawa Diffusion, fue una pequeña reacción al exilio, una voluntad de hacer de mí mi pequeña Argelia.